# Ukkusissat
Ukkusissat (antiguamente Uvkusigssat) es un asentamiento en la municipalidad de Qaasuitsup, en Groenlandia occidental, con una población de 184 habitantes en enero de 2005. Se localiza aproximadamente en 71°03′N 51°53′O / 71.050, -51.883, al norte de Uummannaq, en el sistema del Fiordo Uummannaq.
Una montaña cercana también tiene el nombre de Ukkusissat, a la vez de su topónimo en danés Store Malene.

## Transporte
Air Greenland ofrece sus servicios como parte de un contrato con el gobierno, con vuelos entre el Helipuerto de Ukkusissat y el Helipuerto de Uummannaq.